# دواين بلامر
دواين بلامر (بالإنجليزية: Dwayne Plummer)‏ (12 مايو 1978 ببرستل في المملكة المتحدة - ) هو لاعب كرة قدم بريطاني في مركز الهجوم. شارك مع منتخب جزر كايمان لكرة القدم. أما مع النوادي، فقد لعب مع إبسفليت يونايتد وبوريهام وود إف سي وستيفيناغ بوروه ونادي بريستول روفيرز ونادي بريستول سيتي ونادي كرولي تاون وبرينتري تاون ونادي كينغستونيان وأرنيت جاردنز وStaines Town F.C. ‏ وكارشالتون أثلتيك ونادي باث سيتي وThurrock F.C. ‏ وHendon F.C. ‏ وAylesbury United F.C. ‏ وإيه أف سي ويمبلدون وتشيشام يونايتد ‏ وHarlow Town F.C. ‏ وMaldon & Tiptree F.C. ‏ وإيست ثوروك يونايتد وF.C. Reno ‏.

## وصلات خارجية
- دواين بلامر على موقع قاعدة بيانات كرة القدم.إي يو (الإنجليزية)
- دواين بلامر على موقع Soccerbase.com (لاعب) (الإنجليزية)
- دواين بلامر على موقع عالم كرة القدم.نت (الإنجليزية)